# Défense fondée sur les troubles mentaux
En droit criminel, une défense fondée sur les troubles mentaux, également connue sous le nom de défense de l'irresponsabilité pénale pour cause de folie, est une stratégie de défense affirmative dans une affaire criminelle, repose sur l'argument selon lequel un défendeur n'est pas criminellement responsable d'un acte qu'il a commis en raison d'un trouble mental l'affligeant au moment de commettre l'acte.
Cela se distingue de l'excuse de provocation, dans laquelle le défendeur est responsable, mais sa responsabilité est atténuée en raison de son état mental temporaire. Elle se distingue également de la justificationà la légitime défense (qui consiste à dire que toute personne confrontée à une agression illégale ou à une menace imminente a le droit de se défendre avec des moyens jugés appropriés compte tenu des circonstances) ou de l'atténuation de légitime défense imparfaite. Enfin, la défense de l'irresponsabilité pénale pour cause de folie se distingue également d'autres situations, telles que l'incapacité d'un accusé à être jugé en raison d'une maladie mentale, l'annulation d'un testament en raison d'un trouble mental du testateur, et l'internement civil involontaire d'une personne considérée comme gravement handicapée ou dangereuse pour elle-même ou pour autrui.

## Histoire
Le concept de défense fondée sur les troubles mentaux existe depuis l'Antiquité grecque et romaine. Cependant, dans l'Amérique coloniale, une Dorothy Talbye, souffrant de délires, a été pendue en 1638 pour avoir tué sa fille, car à l'époque, la common law du Massachusetts ne faisait pas de distinction entre la folie (ou la maladie mentale) et le comportement criminel. Sous la common law anglaise, Edward II déclarait qu'une personne était folle si sa capacité mentale n'était pas plus développée que celle d'une "bête sauvage" (au sens d'un animal muet, plutôt que furieux). Le premier procès complet pour folie date de 1724. Il est probable que les fous, comme les moins de 14 ans, étaient épargnés par l'épreuve du jugement de Dieu. Lorsque celle-ci a été remplacée par le jury, les membres étaient censés déclarer le fou coupable mais ensuite renvoyer l'affaire au roi pour une grâce royale. À partir de 1500, les jurés pouvaient acquitter les fous, et leur détention nécessitait une procédure civile distincte. La loi sur les criminels lunatiques de 1800, adoptée rétroactivement à la suite de l'acquittement de James Hadfield, imposait une détention à la discrétion du régent (indéfiniment) même pour ceux qui, bien que fous au moment de l'infraction, étaient maintenant sains d'esprit.

## Application
La défense par la folie prend différentes formes selon les juridictions, et il existe des différences entre les systèmes juridiques en ce qui concerne la disponibilité, la définition et la charge de la preuve, ainsi que le rôle des juges, des jurés et des experts médicaux. Dans les juridictions où il y a des procès avec jury, il est courant que la décision sur la santé mentale d'un accusé soit déterminée par le jury.

### Intoxication
Selon la juridiction, les circonstances et le crime, l'intoxication peut être une défense, un facteur atténuant ou un facteur aggravant. Cependant, la plupart des juridictions font la distinction entre l'intoxication volontaire et l'intoxication involontaire. Dans certains cas, l'intoxication (généralement l'intoxication involontaire) peut être couverte par la défense de la folie.

### Traitements psychiatriques
Aux États-Unis, ceux qui sont jugés non coupables pour cause de trouble mental ou de folie sont généralement ensuite tenus de suivre un traitement psychiatrique dans un établissement psychiatrique.

## Droit par pays

### Droit américain
En droit américain, les définitions juridiques de la folie ou du trouble mental sont variées, et comprennent la règle de M'Naghten, la règle de Durham, le rapport de la commission royale britannique sur la peine capitale de 1953, la règle ALI (Modèle de code pénal de l'Institut juridique américain) et d'autres dispositions, souvent liées à une absence de mens rea (« esprit coupable »). L'incapacité à distinguer le bien du mal est l'un des fondements pour être reconnu légalement fou comme défense criminelle. Cela trouve son origine dans la règle de M'Naghten et a été réinterprété et modernisé à travers des affaires plus récentes, telles que People v. Serravo.
La défense repose sur des évaluations faites par des professionnels médico-légal selon la juridiction en vigueur. Ces professionnels utilisent souvent des tests (d'intelligence, d'aptitude, de personnalité ou projectifs). Le témoignage de ces professionnels guide le jury, mais ils ne sont pas autorisés à témoigner sur la responsabilité pénale de l'accusé, puisque c'est au jury qu'appartient cette décision. De même, les praticiens de la santé mentale sont empêchés de porter un jugement sur la « question ultime » (si le prévenu est fou). Aux États-Unis, un procès dans lequel la défense de la folie est invoquée implique généralement le témoignage de psychiatres ou de psychologues qui, en tant qu'experts, présenteront des opinions sur l'état d'esprit du prévenu au moment de l'infraction.

### Droit de l'Angleterre et du Pays de Galles
Les Règles de M'Naghten de 1843 n'étaient pas une codification ou une définition de la folie, mais plutôt les réponses d'un panel de juges à des questions hypothétiques posées par le Parlement à la suite de l'acquittement de Daniel M'Naghten pour l'homicide d'Edward Drummond, qu'il avait pris pour le Premier ministre britannique Robert Peel. Les règles définissent la défense comme suit : "au moment de commettre l'acte, la partie accusée souffrait d'un tel défaut de raison, d'une maladie mentale, qu'elle ne savait pas la nature et la qualité de l'acte qu'elle commettait, ou qu'elle ne savait pas que ce qu'elle faisait était mal." La clé est que le prévenu ne pouvait pas apprécier la nature de ses actions lors de la commission du crime.
En Angleterre et au pays de Galles, en vertu de la Loi sur la procédure pénale (folie et inaptitude à plaider) de 1991 (modifiée par la Loi sur la violence domestique, le crime et les victimes de 2004 pour supprimer l'option d'une ordonnance de tutelle), le tribunal peut imposer une ordonnance d'hospitalisation, une ordonnance de restriction (où la sortie de l'hôpital nécessite l'autorisation du secrétaire d'État à l'Intérieur), une ordonnance de "surveillance et de traitement", ou une libération absolue. Contrairement aux accusés reconnus coupables d'un crime, ils ne sont pas institutionnalisés pour une période fixe, mais plutôt détenus dans l'établissement jusqu'à ce qu'ils ne soient plus considérés comme une menace. Les autorités qui prennent cette décision sont souvent prudentes, et par conséquent, les accusés peuvent souvent être institutionnalisés plus longtemps qu'ils n'auraient été incarcérés en prison.
Dans le droit anglais, la règle de "non compos mentis" était le plus souvent utilisée lorsque le prévenu invoquait des explications religieuses ou magiques pour son comportement.[réf. nécessaire]

### Droit australien
Dans les lois criminelles de l'Australie, une législation statutaire consacre les règles de M'Naghten et les termes de défense pour trouble mental, de défense pour maladie mentale ou de non-responsabilité criminelle pour cause de trouble mental sont employés.[réf. nécessaire]

### Droit canadien
Au  Canada, l'évaluation tient compte la capacité du défendeur à contrôler son comportement au moment du délit. Le verdict de non criminellement responsable pour causes de troubles mentaux peut être enregistré.

#### Code criminel
Dans le Code criminel canadien, la disposition pertinente en matière de défense fondée sur les troubles mentaux est l'article 16 C.cr.

« Troubles mentaux
16 (1) La responsabilité criminelle d’une personne n’est pas engagée à l’égard d’un acte ou d’une omission de sa part survenu alors qu’elle était atteinte de troubles mentaux qui la rendaient incapable de juger de la nature et de la qualité de l’acte ou de l’omission, ou de savoir que l’acte ou l’omission était mauvais.
Présomption
(2) Chacun est présumé ne pas avoir été atteint de troubles mentaux de nature à ne pas engager sa responsabilité criminelle sous le régime du paragraphe (1); cette présomption peut toutefois être renversée, la preuve des troubles mentaux se faisant par prépondérance des probabilités.
Charge de la preuve
(3) La partie qui entend démontrer que l’accusé était affecté de troubles mentaux de nature à ne pas engager sa responsabilité criminelle a la charge de le prouver. »

#### Jurisprudence
Dans l'affaire Guy Turcotte, la Cour d'appel du Québec a précisé l'application de l'article 16 du Code criminel. Le docteur Turcotte plaidait entre autres qu'en raison d'un trouble d'adaptation, l'article 16 C.cr. devrait s'appliquer à lui. Or, il a été soutenu au procès que d'un point de vue médical, le trouble d'adaptation est un problème psychologique mineur qui n'a pas grand chose à voir avec les troubles mentaux importants comme la schizophrénie ou la psychose. Le docteur Turcotte a néanmoins eu gain de cause dans son premier procès puisque l'article 2 du Code criminel définit les troubles mentaux comme étant « toute maladie mentale ». Le ministère public a fait appel de cette décision et la Cour d'appel a ensuite précisé les critères pour évaluer la défense de troubles mentaux à la lumière de l'article 16. Dans sa décision, la Cour d'appel affirme que ce n'est pas suffisant de se limiter à la définition de l'article 2 C.cr. (« toute maladie mentale ») , il faut également qu'« il existe une preuve que cette condition mentale a entraîné l’incapacité de juger de la nature et de la qualité de l'acte ou de l'omission, ou de savoir que l'acte ou l'omission était mauvais ». En cette matière, la Cour d'appel a réaffirmé l'analyse du juge Bastarache dans l'arrêt R. c. Stone.

### Droit français
L'abolition du discernement pour cause de trouble mentaux est un motif d'irresponsabilité pénale selon l'article 122-1 du Code pénal, reprenant l'article 64 du Code pénal de 1810,.
Si cette abolition est constatée pendant l'instruction alors le juge d'instruction rend une ordonnance de non-lieu, et si elle l'est pendant le jugement alors la juridiction concernée rend une décision de relaxe ou bien d'acquittement.
En plus de l'abolition du discernement, on peut également constater l'altération du discernement, une circonstance qui amène la réduction d'un tiers du maximum de la peine encourue (ou 30 ans pour un crime passible de la perpétuité). Cependant, en matière correctionnelle, la juridiction peut, par une décision spécialement motivée, décider de ne pas appliquer cette réduction de peine. La juridiction s'assure que la peine permettre d'apporter au condamné les soins nécessaires à son état.
En 2008, la Loi relative à la rétention de sûreté et à la déclaration d'irresponsabilité pénale pour cause de trouble mental créa une audience publique sur la question de la démence: en plus du non-lieu pour insuffisance de charges, la chambre de l'instruction peut soit renvoyer l'accusé devant les assises ou bien rendre un arrêt de déclaration de culpabilité et « d’irresponsabilité pénale pour trouble mental », établissant la culpabilité et ajoutant le crime au casier judiciaire.
La proportion de cas pour lesquels l'irresponsabilité pénale pour cause de démence fut reconnue était de 0,4 % en 2007. De plus, on constate que les peines prononcées à l’encontre des auteurs pour lesquels l'altération de la responsabilité a été reconnue étaient de plus en plus lourdes.